# Cameron Airpark

i7
i11
i13
Cameron Airpark (FAA-LID: O61)  ist ein Flugplatz in der Stadt Cameron Park im El Dorado County, Kalifornien, Vereinigte Staaten. 

## Beschaffenheit
Der Flugplatz wird für die allgemeine Luftfahrt verwendet. Die asphaltierte Startbahn hat eine Länge von 1235 m. Das Gebiet im Westen der Start- und Landebahn ist ein öffentlicher Flugzeugpark, wo Hausbesitzer ihre Flugzeuge bis zu ihren Häusern rollen und auch dort unterbringen können. Die Ostseite der Start- und Landebahn steht für Anwohner zur freien Benutzung zur Verfügung. Die Landebahn und das allgemeine Flughafengelände wird von einem Rat der Hausbesitzer betrieben. Die erhöhte Fläche im Osten der Landebahn ist Besitz von Privatpersonen.